# Многостаночничество
Многостано́чничество — одна из форм социалистического соревнования в СССР. Разновидность стахановского движения. Суть метода заключалась в обслуживании одним работником нескольких рабочих мест (станков).
Многостаночничество зародилось в середине 30х  годов XX века. Получило широкое распространение в годы Великой Отечественной войны. 
26 июня 1941 года многостаночники моек, завода «Калибр» призвали рабочих машиностроительных заводов переходить на многостаночное обслуживание. На заводах, производящих боеприпасы, к середине 1943 года число многостаночников выросло с 2000 до 3000, а количество обслуживаемых ими станков — с 5755 до 7426.
В текстильной промышленности за 1939—1946 годы многостаночницами стали свыше 12 тысяч ткачих, ватерщиц и рабочих других профессий. Многостаночничество повысило выполнение норм более чем на 10%, способствовало росту квалификации рабочих и высвободило значительную часть их для других участков.
С марта 1944 года многостаночникам присваивалось почётное звание «Лучший станочник».
В современном русском языке слово "многостаночник" означает человека, одновременно работающего над разными многочисленными проектами.

## В культуре
- В повести «Ольга Ермолаева» А.П.Бондина описано зарождение многостаночничества на Урале.